# Нисисоноги (полуостров)
Нисисоноги (яп. 西彼杵半島, にしそのぎはんとう нисисоноги-ханто:) — полуостров в Японии, в северо-западной части острова Кюсю, в центре префектуры Нагасаки. На востоке омывается водами залива Омура, а на западе — водами моря Сумо. Административно принадлежит городам Нагасаки и Сайкай. Название происходит от уезда Нисисоноги, расположенного к северу от города Нагасаки.
На полуострове выращивают микан и арбузы.